# Rudolf Vytlačil
Rudolf „Rudi“ Vytlačil (* 9. Februar 1912 in Schwechat; † 1. Juni 1977) war ein niederösterreichischer Fußballspieler und späterer -trainer, der seine größten Erfolge in Österreich, der Tschechoslowakei und Bulgarien feierte.

## Karriere

### Spieler in Schwechat, Wien und Prag
Rudi Vytlačil war bereits in seiner Jugend begeisterter Sportler, allerdings als Leichtathlet aktiv. Mit dem Fußball kam er erst im Rahmen eines Ferienaufenthaltes in Salzburg in Berührung und meldete sich bald nach seiner Rückkehr in seinen Heimatort Schwechat beim dortigen Klub Phönix in der Jugendmannschaft. Der schnelle Rudi Vytlačil wurde nach nur vier Einsätzen bei der Jugend bereits auf der Läuferposition in die Kampfmannschaft von Phönix Schwechat geholt. Als Achtzehnjähriger wechselte der Fußballspieler 1930 zum SK Slovan Wien im nahen Favoriten, der in der höchsten österreichischen Liga spielte. Bei Slovan wurde Rudi Vytlačil gleich in seiner ersten Saison Stammspieler als Außenstürmer und 1932 schließlich mit Rapid von einem der damals führenden Vereine der Liga abgeworben.
Bei den Hütteldorfern spielte er im Sturm unter anderem mit Franz Weselik, Franz Binder und Pepi Bican zusammen, verpasste zweimal als Vizemeister knapp den Titelgewinn. In der 1933/34 machte sich bei dem Außenstürmer jedoch eine schwere Ischialgie-Erkrankung bemerkbar, die seine Karriere fast beendete. Nachdem er ein Jahr später dies überstanden hatte, versuchte er sich noch einmal auf dem Fußballfeld, wiederum in Favoriten beim kleinen Erstligaklub Favoritner Sportclub. Hier konnte er rasch wieder zu alter Form finden und diese sogar übertreffen. Er wurde bald in die B-Nationalmannschaft einberufen und sollte auch im A-Team spielen. Doch bevor es dazu kam, bot die Prager Slavia 100.000 Schilling für Vytlačil, ein damals unverstellbar hohes Angebot für den kleinen Klub, das dieser sofort annahm.
In Prag konnte Rudolf Vytlačil 1937 die tschechoslowakische Meisterschaft gewinnen und traf im selben Jahr auch auf seinen alten Spielerkollegen Pepi Bican von Rapid, der ebenfalls zur Slavia wechselte. Als Meister startete der Verein im Jahre 1938 im Mitropapokal, den die Slavia erstmals zu gewinnen vermochte. Das Endspiele gegen Ferencváros endeten 2:2 in Prag und 2:0 in Budapest für die Slavia – Vytlačil hatte seinen Verein im Rückspiel in Front geschossen, Bican war mit 10 Toren Torschützenkönig geworden.

### WM-Finale und Serienmeister als Trainer
Nach der Beendigung seiner aktiven Karriere versuchte sich Rudolf Vytlačil als Trainer in der Tschechoslowakei. Er trainierte unter anderem Baník Ostrava, Tatran Teplice und TJ Gottwaldov, ehe er 1957 vom Verband als Nationaltrainer nach Prag berufen wurde. Anfangs führte er gemeinsam mit Karel Kolský das Training, bald ging jedoch die alleinige Verantwortung auf Rudolf Vytlačil über. In seiner Betreuerzeit bis 1963 fällt eine der erfolgreichsten Ären der tschechoslowakischen Nationalmannschaft. 1960 konnte der letztmals ausgespielte Europapokal in Empfang genommen werden, bei der Europameisterschaft im selben Jahr belegte die Mannschaft nach einem 5:4-Sieg im kleinen Finale über Gastgeber Frankreich den dritten Platz. Den Höhepunkt bildet zweifellos die Teilnahme an der Weltmeisterschaft 1962 in Chile, bei der Vytlačils Mannschaft erst im Finale Brasilien 1:3 unterlag. Anschließend betreute er die Olympiaauswahl für Tokio 1964, die die Silbermedaille errang.
Im November 1964 wurde Rudolf Vytlačil als Trainer nach Bulgarien geholt, wo er gleichermaßen die Nationalmannschaft als auch Lewski Sofia betreuen sollte. Mit Bulgarien gelang die Qualifikationsrunde zur Fußball-Weltmeisterschaft 1966, mit Lewski Sofia der Gewinn der Meisterschaft 1965. Nach einer etwas enttäuschenden Endrunde und dem Vorrunden-Aus in England nahm Rudolf Vytlačil am 4. Januar 1966 ein Engagement seines ehemaligen Vereins SK Rapid Wien mit Beginn 15. Februar 1966 an. Mit Rapid siegte er in der österreichischen Meisterschaft 1966/67 und 1967/68 und erreichte das Viertelfinale im Europapokal der Landesmeister, wobei hierbei Real Madrid aus dem Bewerb geworfen wurde. Nachdem Rudolf Vytlačil Ende 1968 schwer erkrankte, musste er als Trainer zurücktreten. Erst 1970 konnte er wieder eine Saison bei Lewski Sofia einstiegen und erreichte dort noch den bulgarischen Cupsieg.

## Erfolge
- 1 × Mitropapokalsieger: 1939
- 1 × Viertelfinale Europapokal der Landesmeister: 1966/67
- 2 × Österreichischer Meister: 1966/67, 1967/68
- 1 × Tschechoslowakischer Meister: 1936/37
- 2 × Bulgarischer Meister: 1964/65, 1969/70
- 1 × Bulgarischer Pokalsieger: 1969/70
- Sieger des Europapokals der Fußball-Nationalmannschaften 1955 bis 1960
- 3. Platz bei der Fußball-Europameisterschaft 1960
- 2. Platz bei der  Fußball-Weltmeisterschaft 1962
- Silbermedaille bei den Olympischen Sommerspielen 1964
- Teilnahme an der Fußball-Weltmeisterschaft 1966